# Bysjön (Risinge socken, Östergötland)
Bysjön är en sjö i Finspångs kommun i Östergötland och ingår i Motala ströms huvudavrinningsområde. Sjön har en area på 0,181 kvadratkilometer och ligger 46,6 meter över havet.

## Delavrinningsområde
Bysjön ingår i det delavrinningsområde (651087-149526) som SMHI kallar för Mynnar i Bönnern. Medelhöjden är 53 meter över havet och ytan är 2,3 kvadratkilometer. Det finns ett avrinningsområde uppströms, och räknas det in blir den ackumulerade arean 12,71 kvadratkilometer. Vattendraget som avvattnar avrinningsområdet har biflödesordning 3, vilket innebär att vattnet flödar genom totalt 3 vattendrag innan det når havet efter 41 kilometer. Avrinningsområdet består mestadels av skog (39 procent), öppen mark (32 procent) och jordbruk (17 procent). Avrinningsområdet har 0,26 kvadratkilometer vattenytor vilket ger det en sjöprocent på 11,3 procent.